# Taihō-ji (Matsuyama)

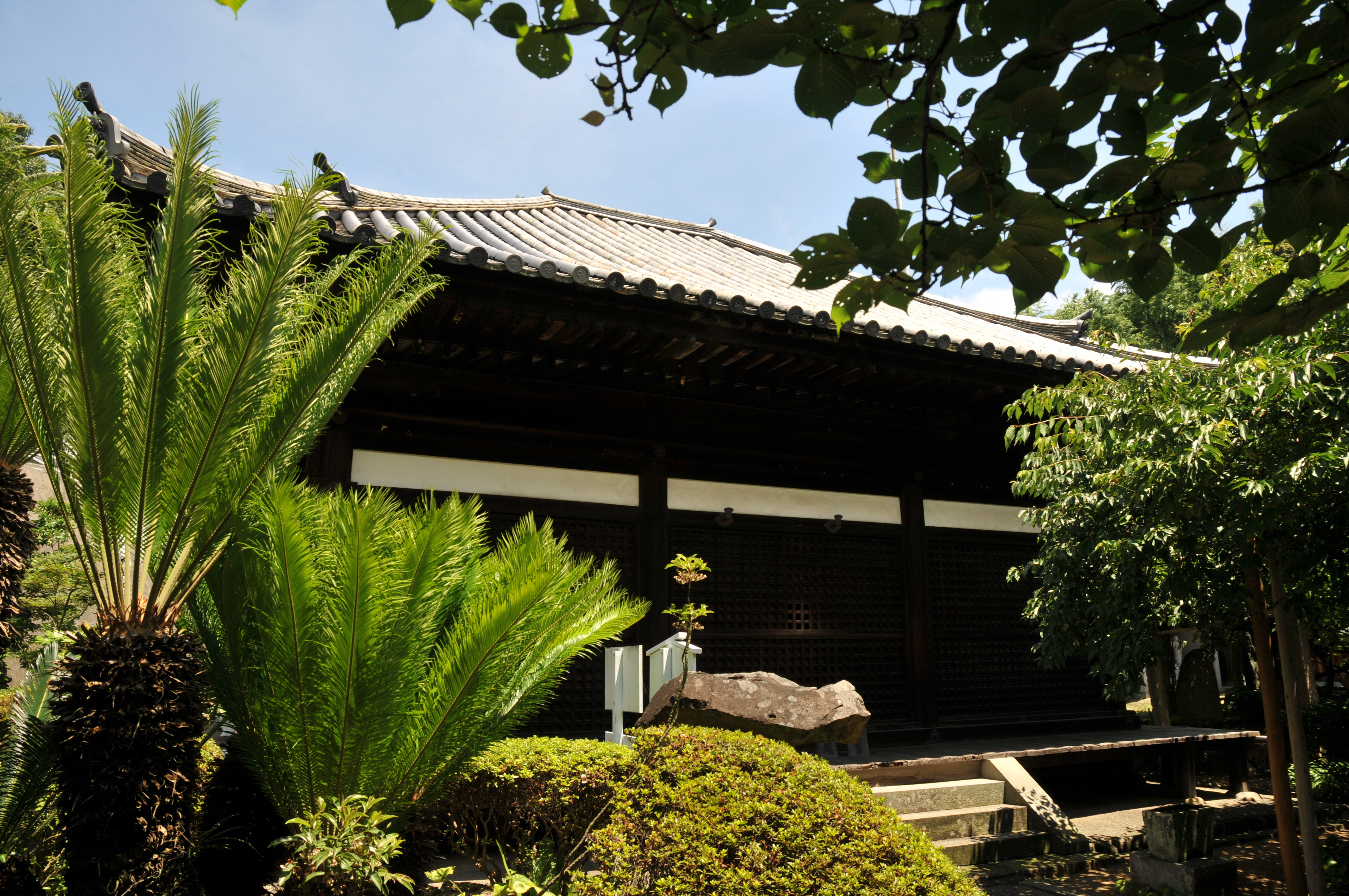
Haupthalle

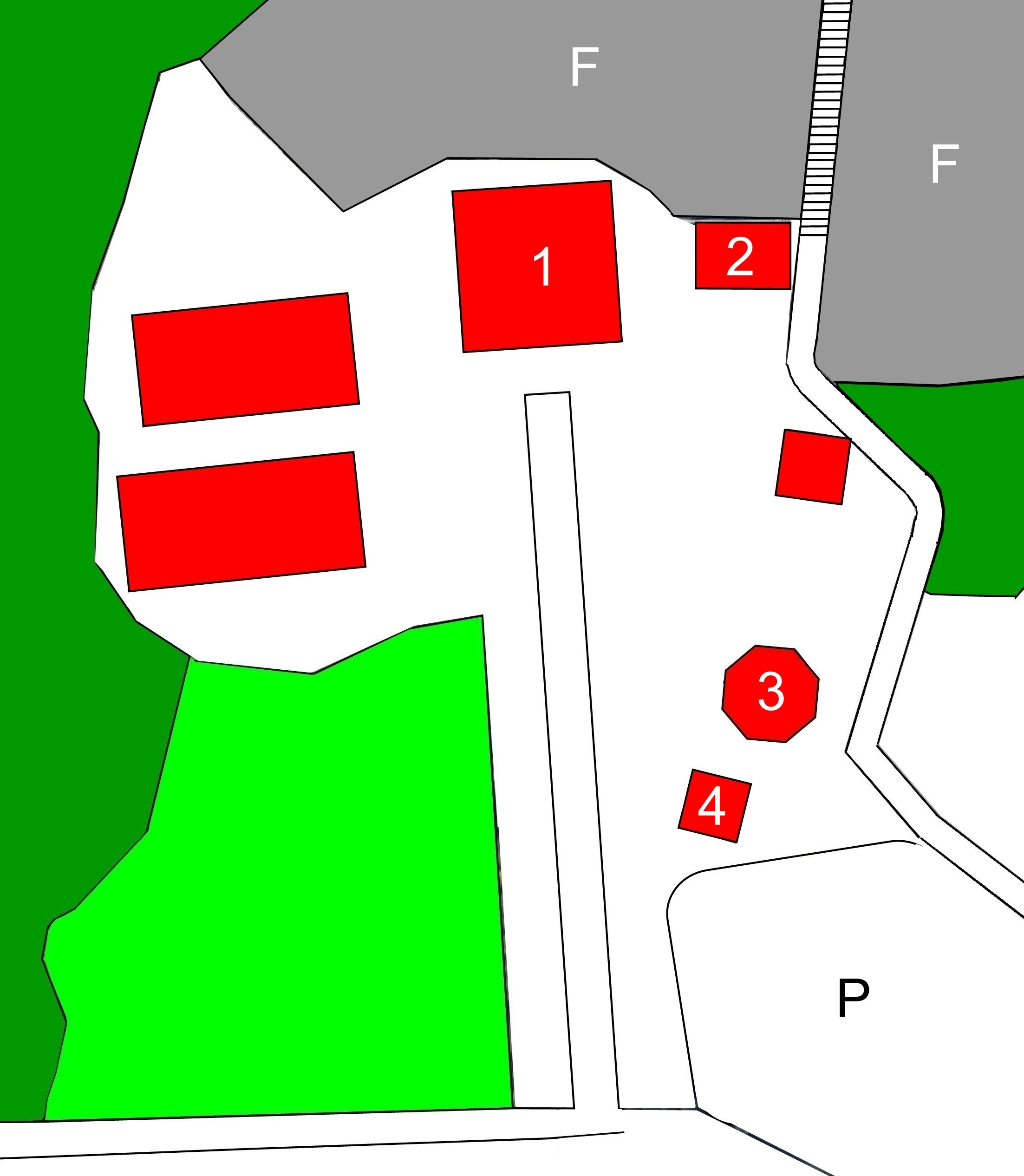
Plan des Tempels (s. Text)

Der Taihō-ji (japanisch 大宝寺), auch Daihō-ji gelesen, mit dem Go Koshōzan (古照山) und Yakuōin (薬王院) ist ein Tempel der Buzan-Richtung (豊山派) des Shingon-Buddhismus in Matsuyama (Präfektur Ehime). Da er in der traditionellen Zählung der 44. der 88 Tempel des Shikoku-Pilgerwegs ist, wird er auch „Nakafuda“ (中札), etwa „Hälfte der Bitten“, genannt.

## Geschichte
Der Überlieferung nach kam aus Baekje ein Priester, der eine elfgesichtige Kannon mitbrachte und für sie am Berg eine Andachtsstätte errichtete. Im 1. Jahr Taihō (701) kamen die Brüder Myōjin Ukyō (明神右京) und Hayato (隼人) auf der Jagd hierher, fanden die elfgesichtige Kannon im Gras und erneuerten die Andachtsstätte. Als Kaiser Mommu davon hörte, befahl umgehend er die Errichtung eines Tempels, den er nach dem gerade geltenden Nengō „Taihō-ji“ nannte. Als Priester Kūkai 120 Jahre später im Jahr 822 hier vorbeikam, überführte er den Tempel von der Tendai-Richtung des Buddhismus zum Shingon.
1152 brannte der Tempel fast vollständig ab. Als Kaiser Go-Shirakawa erkrankte und hier bittend Heilung fand, ließ er ihn wieder vollständig aufbauen. Zu der Zeit wurde der auch nach dem Berg im Hintergrund „Sugōsan“ (菅生山) genannte Tempel wohlhabend, hatte 48 Klausen. In den Bürgerkriegsjahren des 16. Jahrhunderts wurde der Tempel durch Truppen der Chōsokabe zerstört, wurde aber mit Unterstützung der Fürsten von Matsuyama, einem wohlhabenden Zweig der Matsudaira-Hisamatsu, erneut aufgebaut und wurde deren Gebetstempel. 1874 brannte der Tempel ein drittes Mal ab, trotz engagierter Löschversuche.

## Anlage
Den auf einer Anhöhe gelegenen Tempel erreicht man über eine längere Treppe und hat dann die mit Ziegeln gedeckte Haupthalle (本堂, Hondō; 1) vor sich. Sie stammt aus der Kamakura-Zeit, überstand verschiedene Brände und ist das älteste Holzgebäude der Präfektur. Zusammen mit einem Schrein ist die Halle als Nationalschatz Japans registriert. Rechts davon steht die schlichte Halle, die dem Tempelgründer gewidmet ist, die Daishidō (大師堂; 2). Dahinter ist am Berghang ein Friedhof (F) angelegt. Auf dem Gelände steht ein kleiner achteckiger Pavillon, die Yumedono (夢殿; 3). Diese „Halle der Träume“ weist mit ihrem Namen auf die berühmte „Halle der Träume“ hin, die Prinz Shōtoku am Tempel Hōryū-ji errichten ließ. Auf der Nähe steht auch der Glockenturm (鐘楼, Shōrō; 4) des Tempels.
Das Tempelgelände ist bekannt für seine Kirschbäume (姥桜, Uba-sakura). Rechts unterhalb des Tempels wird ein öffentlicher Park (P) mit dem Namen „Hanami-Kōen“ (花見公園) angelegt.

## Bilder

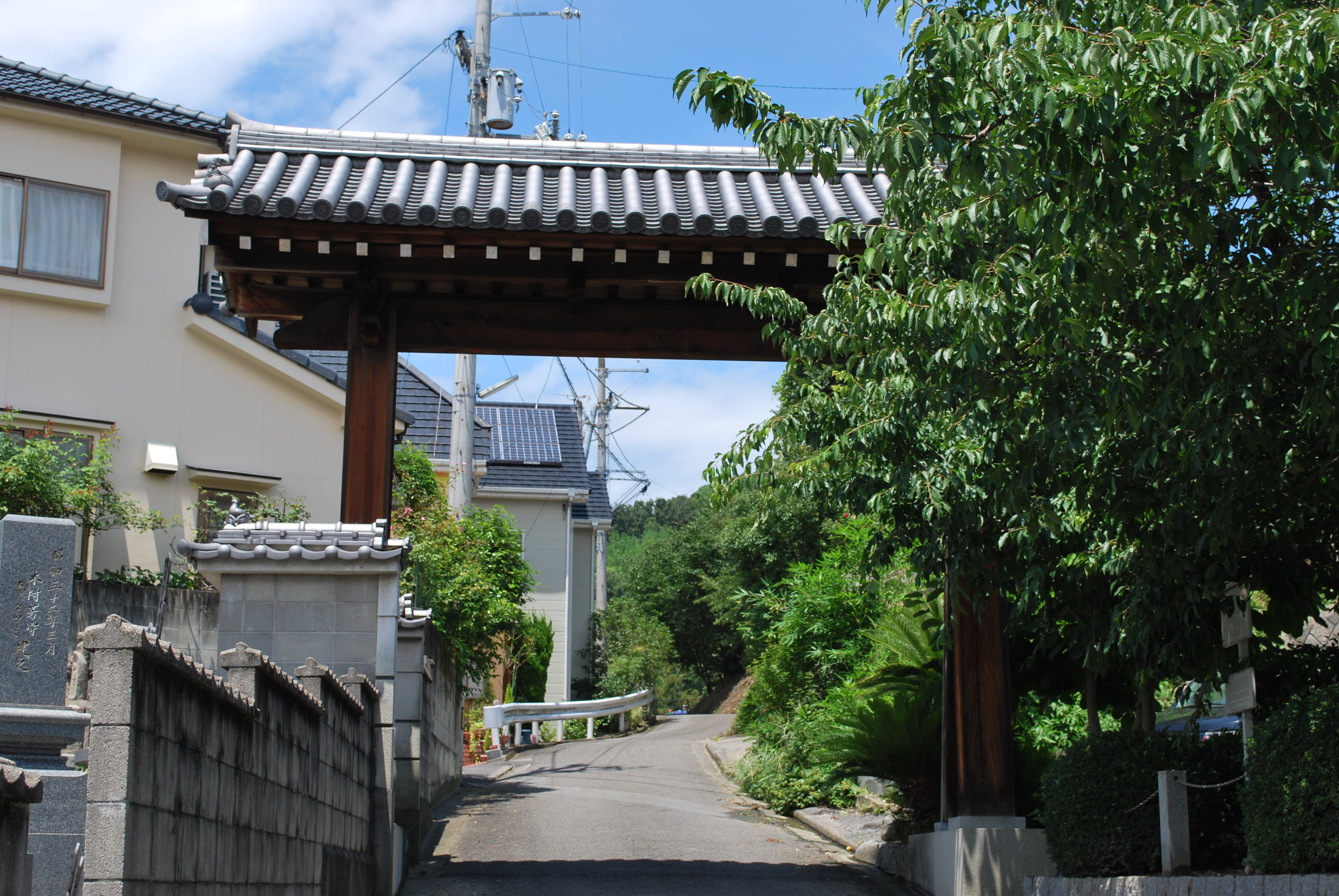
Tempeltor, weit unten
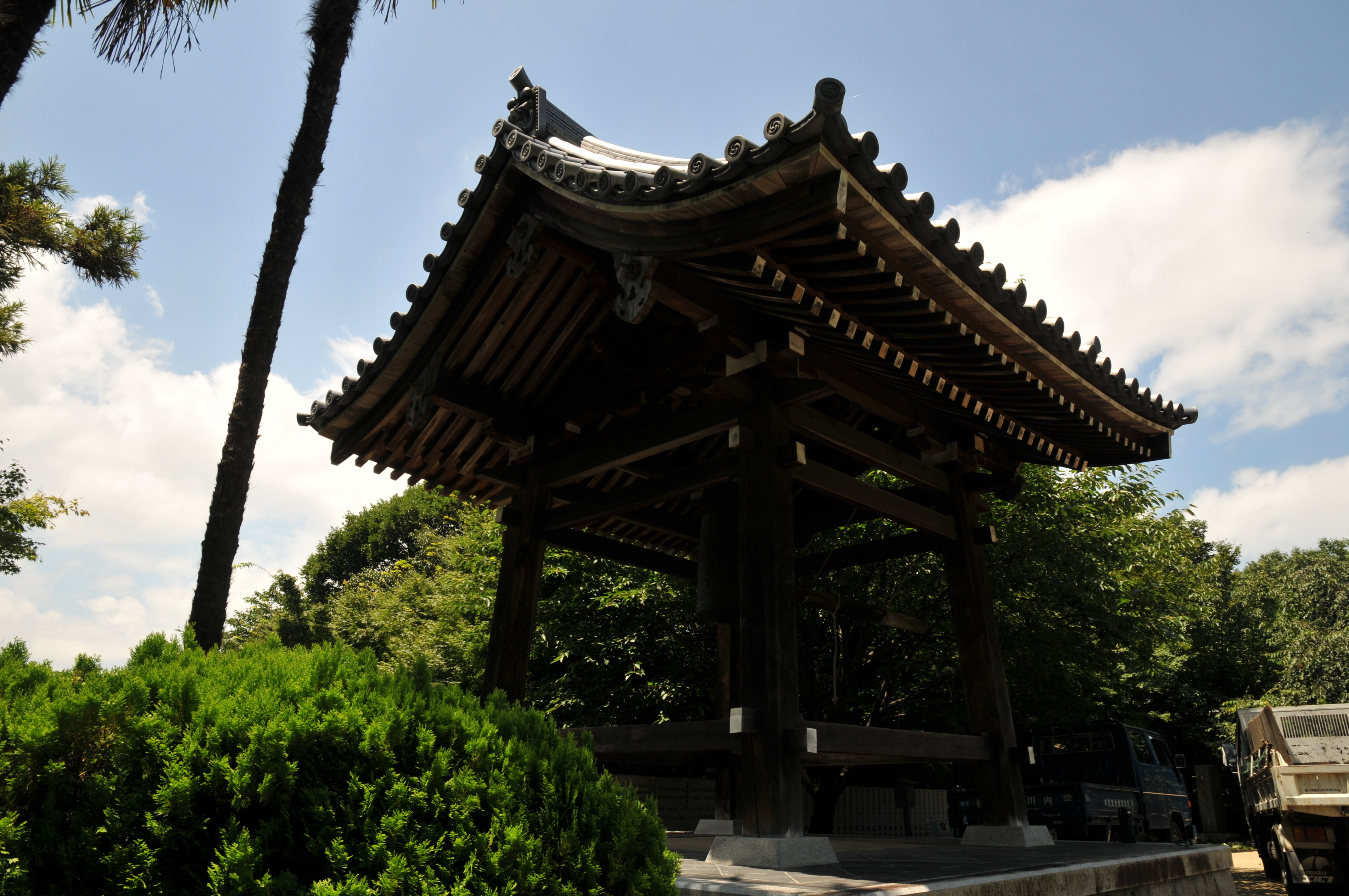
Tempelglocke
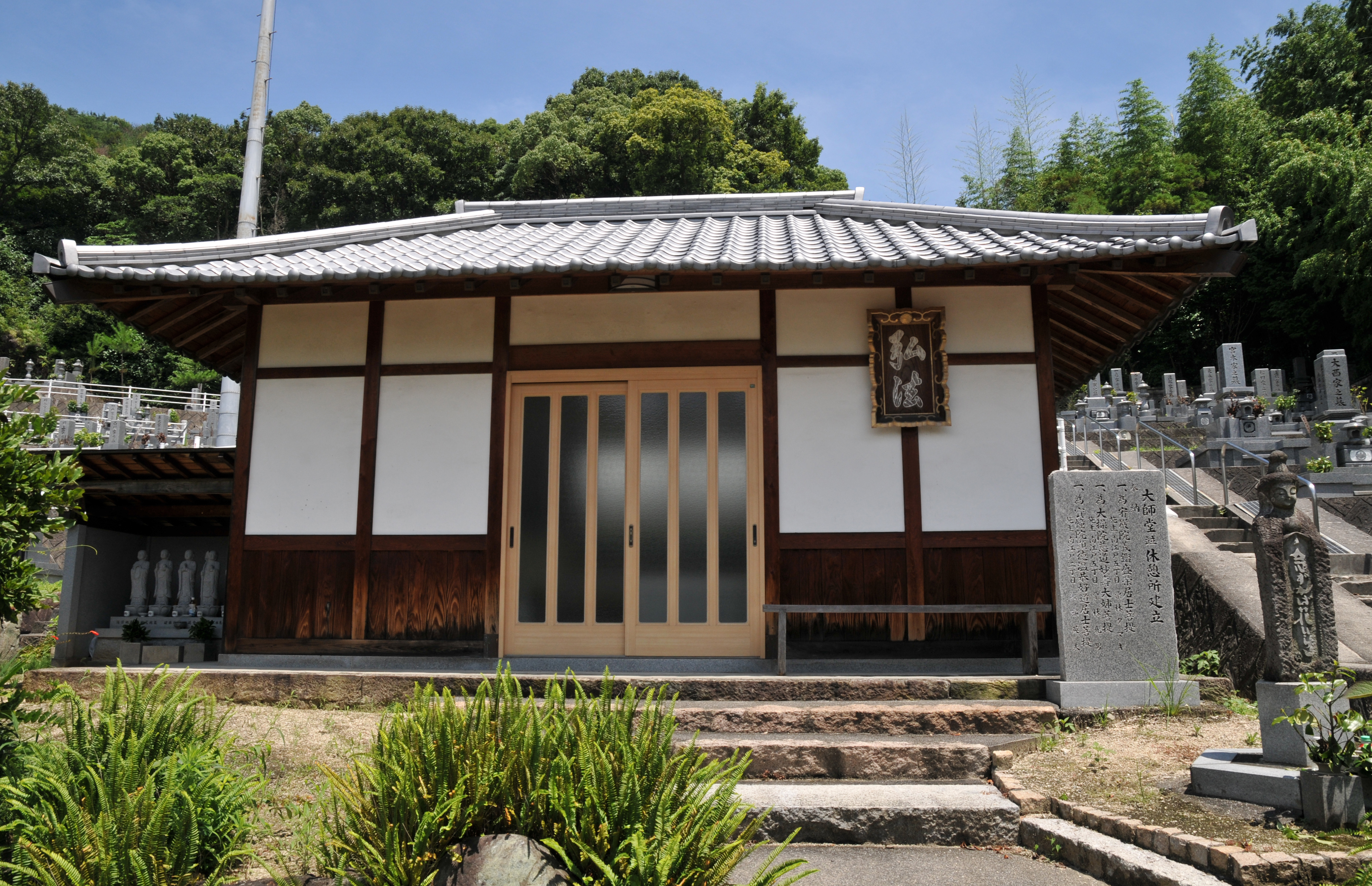
Daishidō
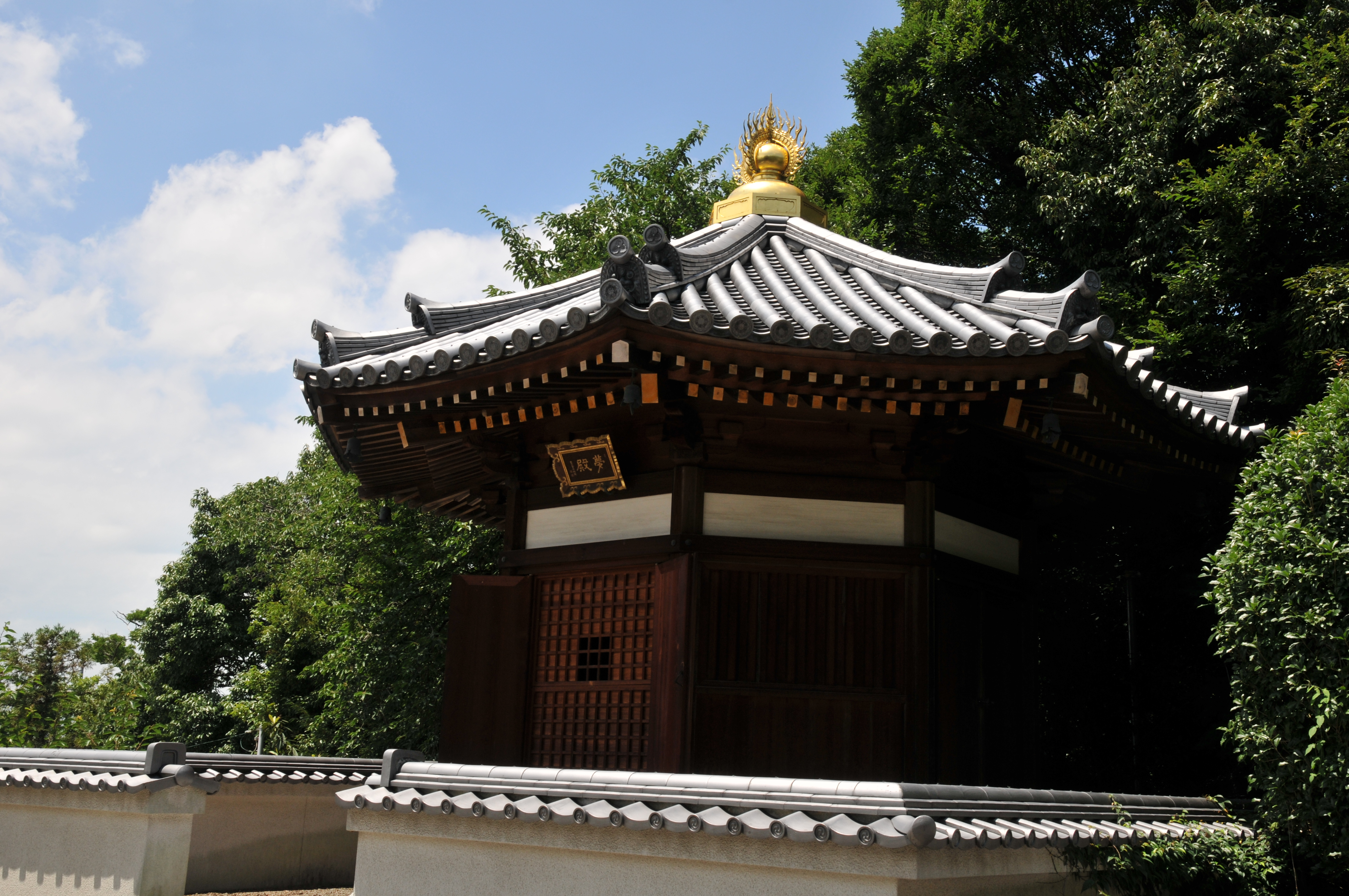
Yumedono
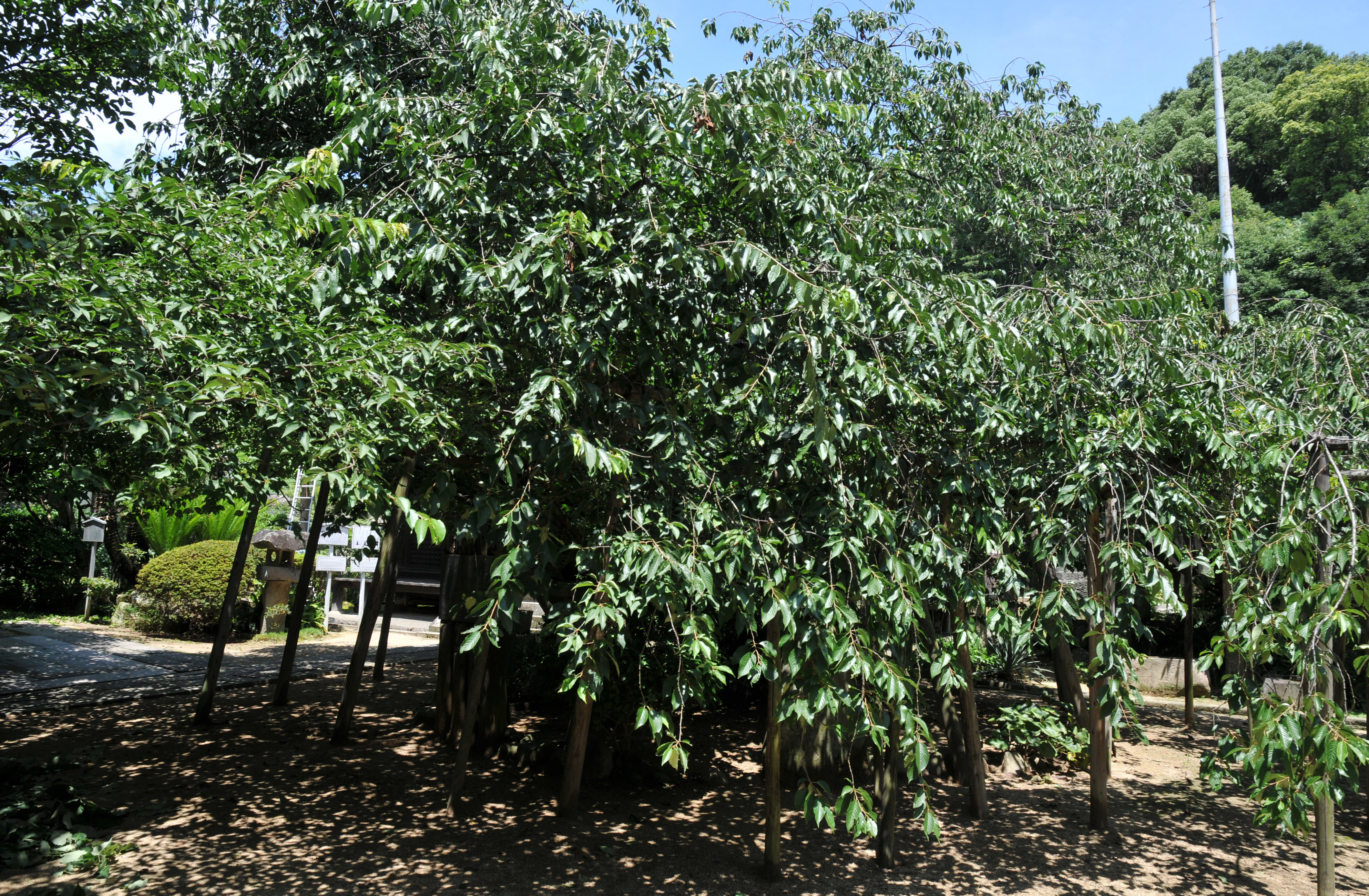
Uba Kirschen
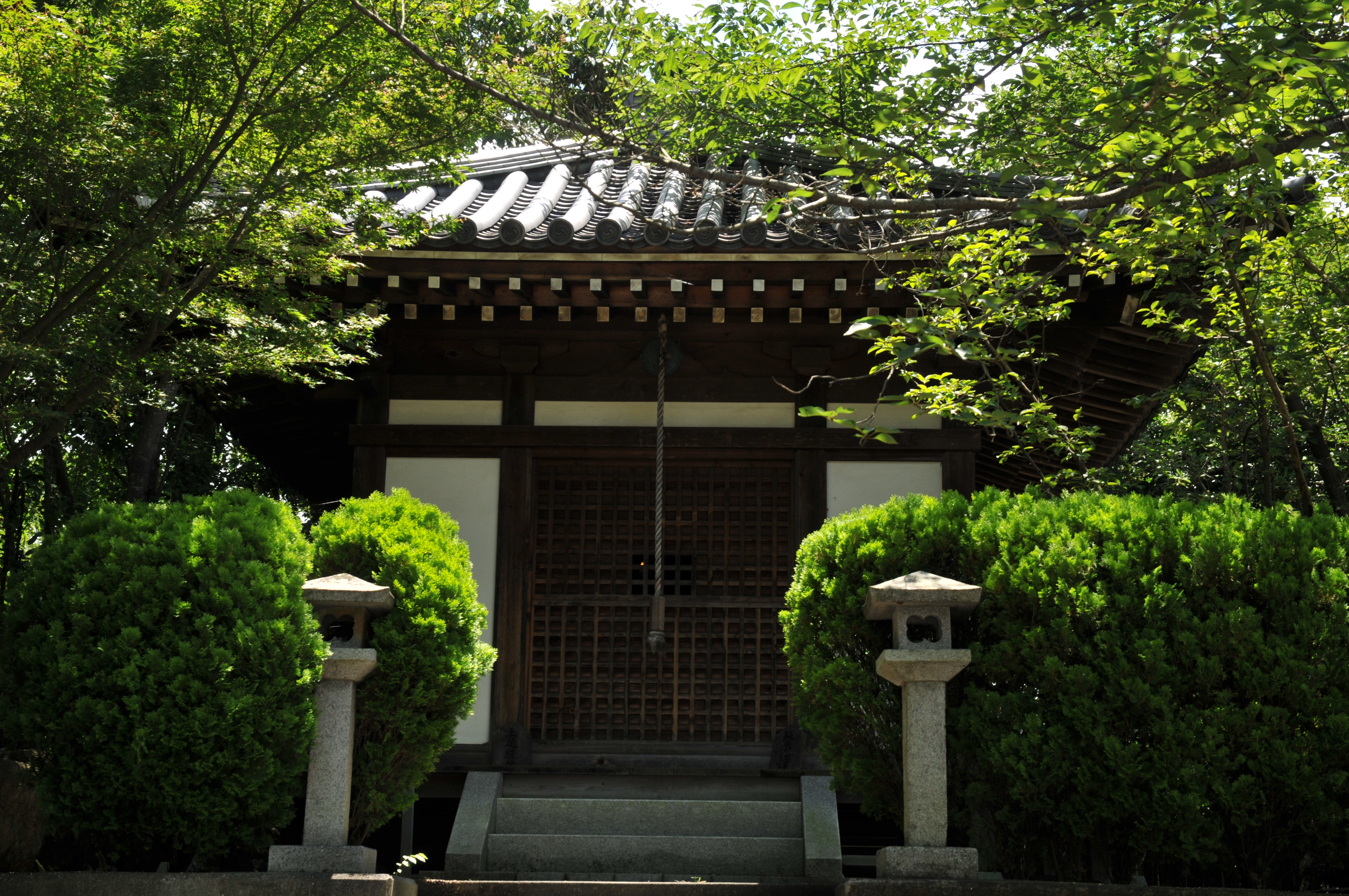
Butsudō